# Boops
Boops Cuvier, 1814 è un genere di pesci appartenenti alla famiglia Sparidae.

## Distribuzione
Abitano l'oceano Atlantico e l'oceano Indiano. B. boops è diffusa anche nel mar Mediterraneo.

## Tassonomia
Il nome del genere viene dal greco βόωψ boōps, che significa "occhio di bue".
In questo genere sono riconosciute 2 specie:
- Boops boops (boga - Atlantico orientale e Mediterraneo)[3]
- Boops lineatus (boga striata - oceano Indiano occidentale)

In passato era attribuita a questo genere anche la salpa (Boops salpa), attualmente spostata in un genere a sé stante, Sarpa.